# Câmara de Lobos
Câmara de Lobos je město na jižním pobřeží portugalského ostrova Madeira vzdálené asi 7 km vzdušnou čarou západně od centra hlavního města Funchalu, s jehož předměstím již srůstá. Câmara de Lobos je střediskem stejnojmenného okresu zahrnujícího 5 obcí (freguesias), přičemž Câmara má téměř 17 000 obyvatel a celý okres pak asi 35 000 obyvatel.

## Popis
Na místě dnešního města vznikla rybářská obec krátce po počátku osídlování Madeiry, a to ještě před založením Funchalu. Přebýval zde jeden z objevitelů Madeiry, kapitán João Gonçalves zvaný Zarco, později i jeho syn João Gonçalves da Câmara.
Název Câmara de Lobos znamená tulení doupě (port. lobo marinho – mořský vlk /= tuleň/). Tuleni zde skutečně kdysi přebývali ve skalních dutinách na mořském břehu. Po vzniku rybářské obce neměli dostatek klidu a odstěhovali se na ostrovy Desertas.
Câmara de Lobos je centrem madeirského rybářství. V přístavu je malá loděnice vyrábějící rybářské čluny, kde vznikla také kopie Kolumbovy lodi Santa María, vozící turisty kolem ostrova. V Câmara de Lobos je jediná tepelná elektrárna na ostrově a jsou zde sila pro skladování cementu dovezeného na ostrov (na Madeiře se nenachází vápenec). Od roku 1996 zde sídlí madeirský pivovar (založen 1872), který produkuje pivo značky Coral.
Ve světě Câmaru de Lobos nejvíce proslavil Winston Churchill, který zde kolem roku 1950 trávil dovolenou, maloval zdejší krajinu a měl v oblibě madeirské víno. Obec navštěvovala v 19. století při svém léčení na Madeiře také Sisi, manželka rakouského císaře.
Areál města na západě uzavírá útes Cabo Girão (580 m). Z východu se až téměř do města dostanete z Funchalu pěšky po novém pobřežním chodníku. Ve svahu nad dnešním městem Câmara de Lobos leží obec Estreito de Câmara de Lobos, středisko vinařství.

## Galerie

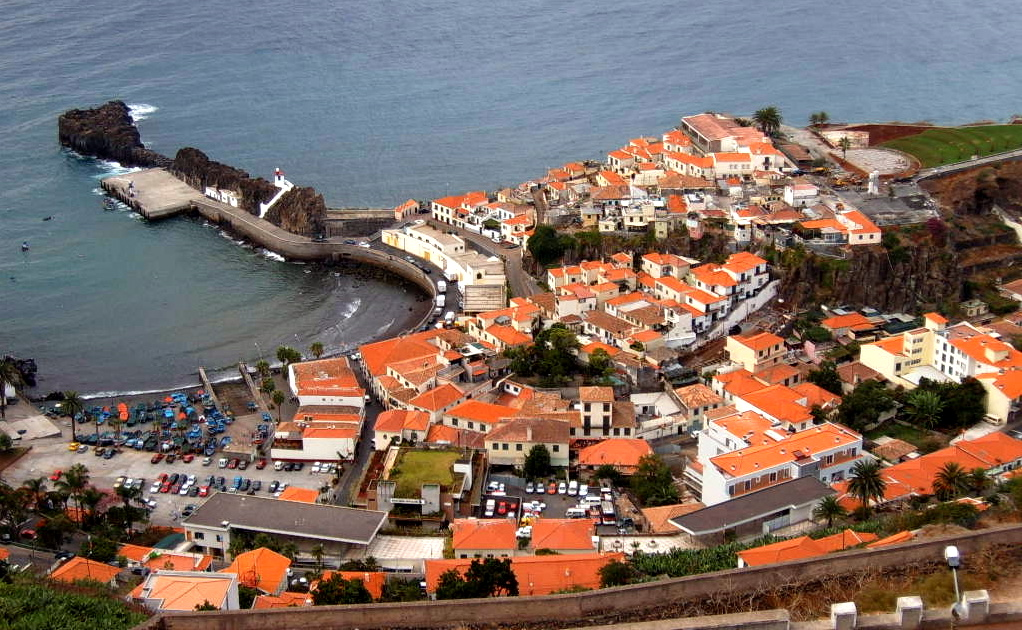
Město Câmara de Lobos
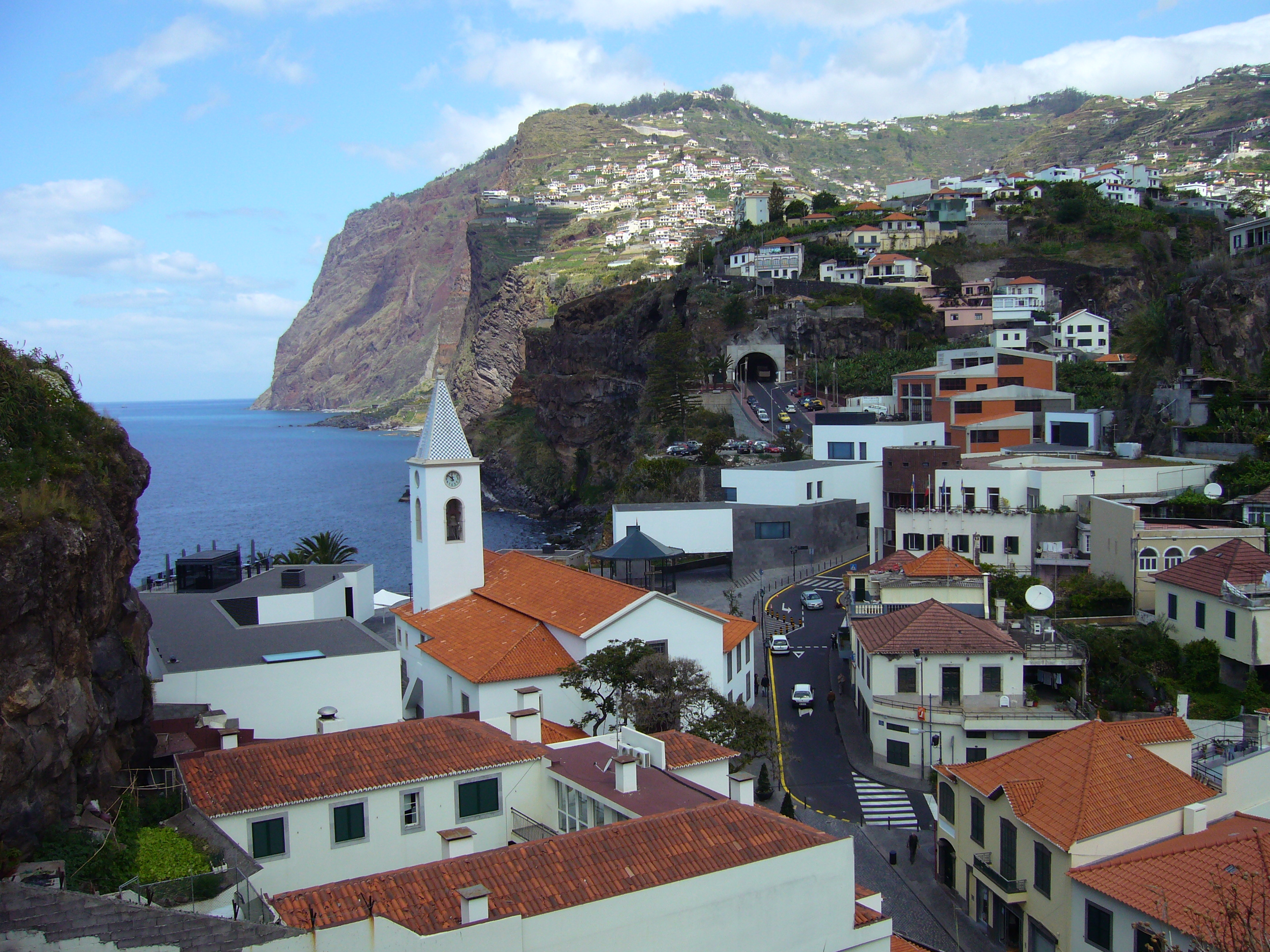
Câmara de Lobos, vzadu útes Cabo Girão západně od města
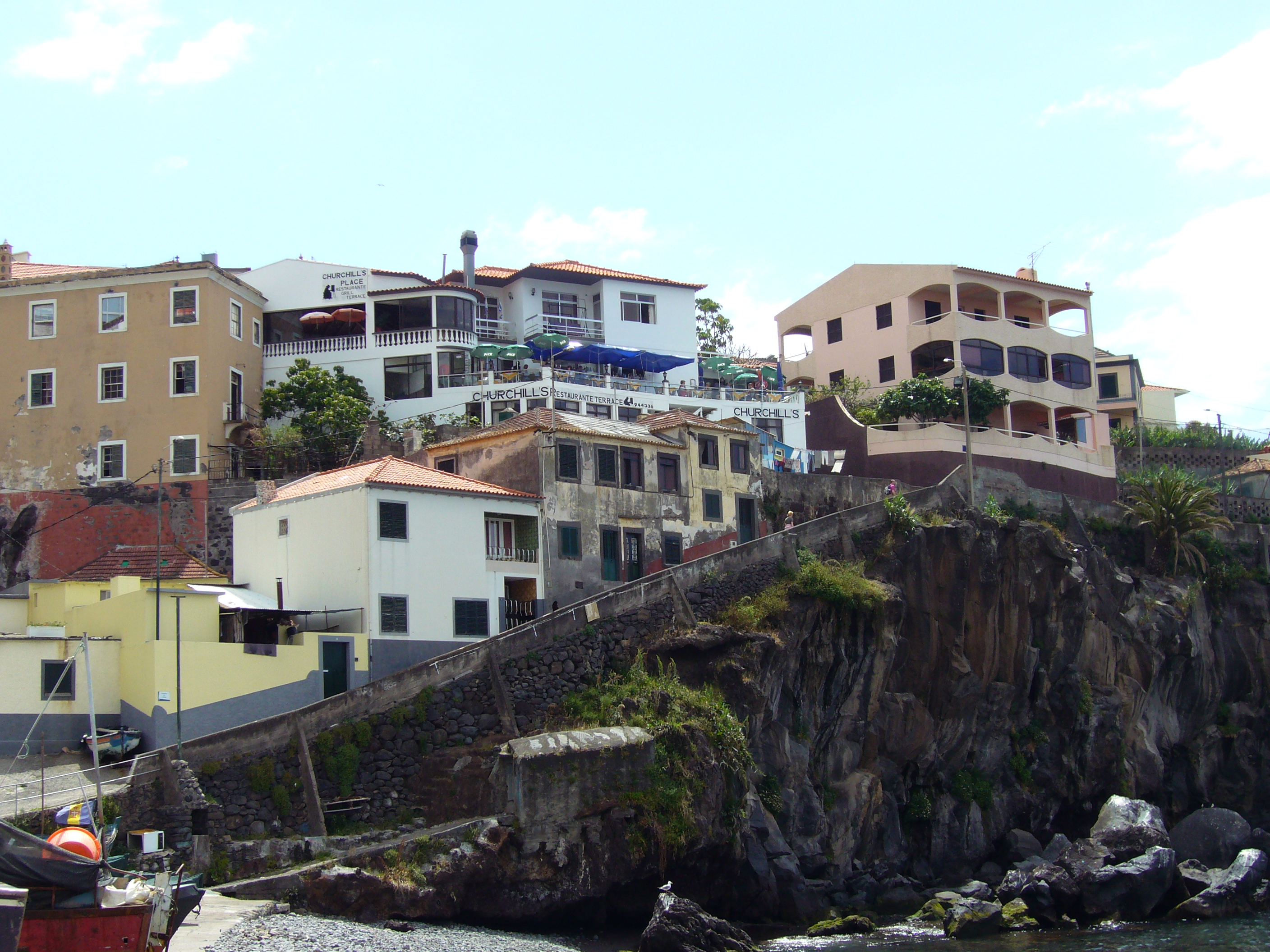
Dům a restaurace nad přístavem, kde pobýval Winston Churchill
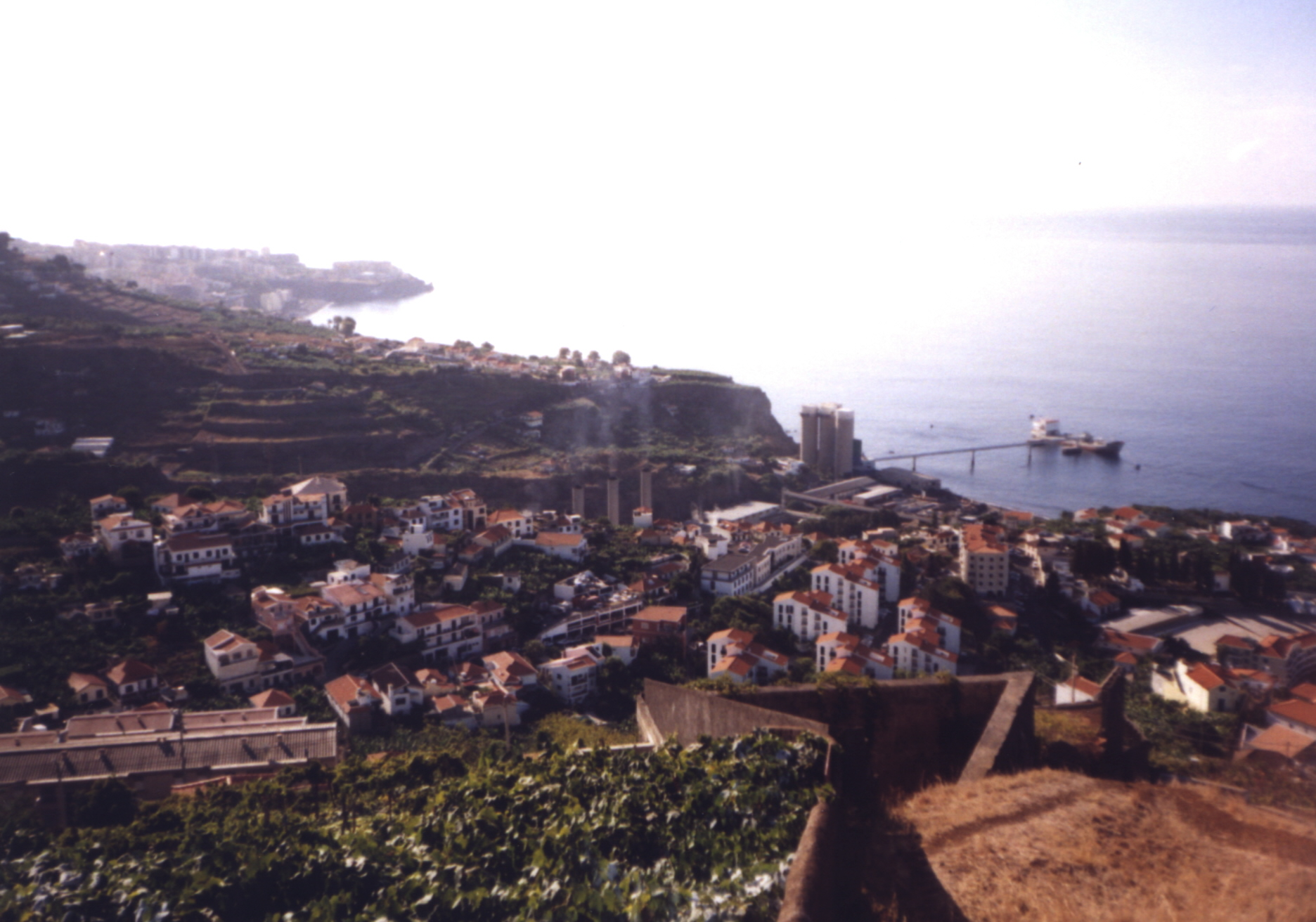
Komíny tepelné elektrárny a sila na cement v Câmara de Lobos. V pozadí Funchal
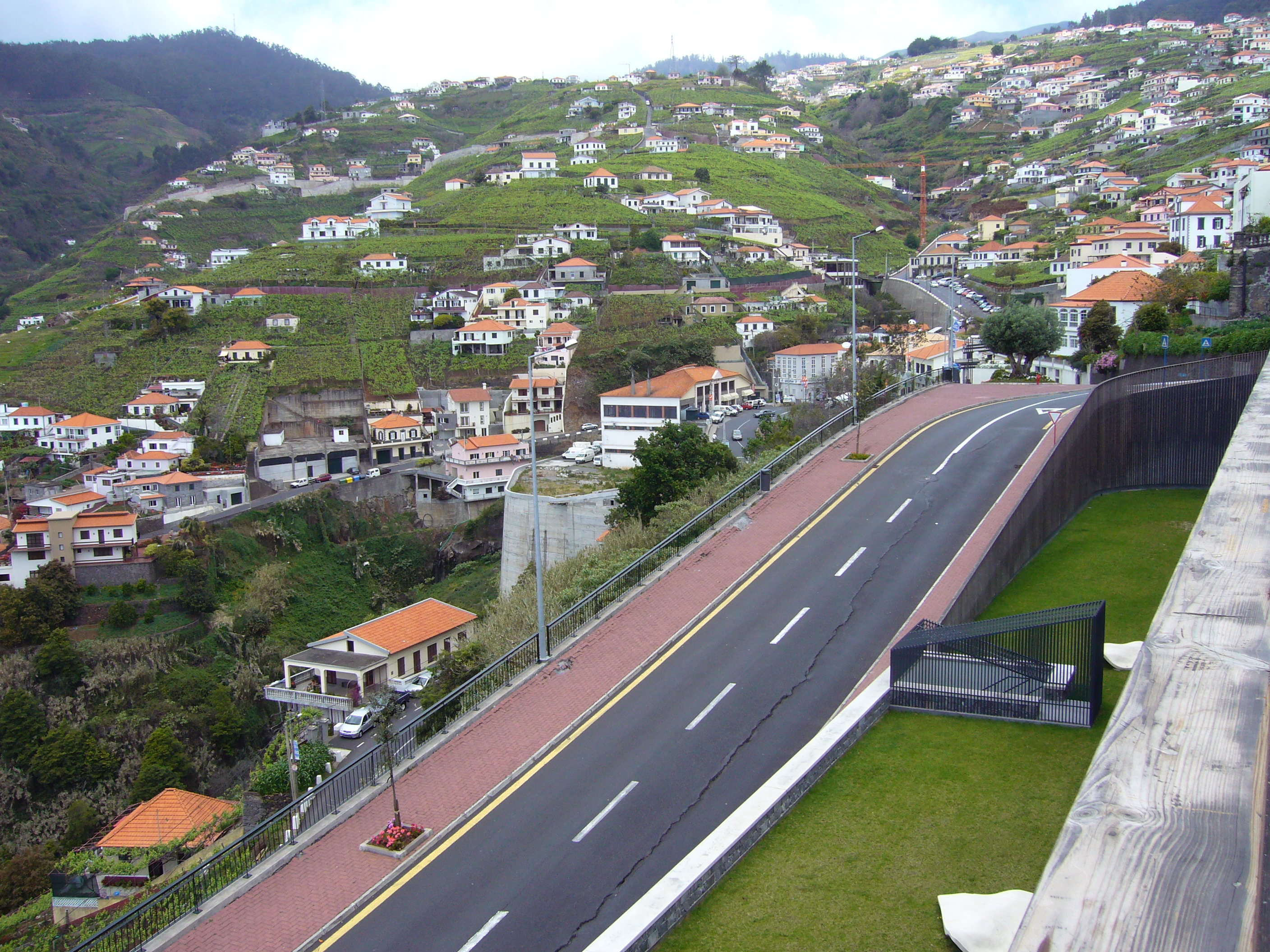
Obec Estreito de Câmara de Lobos